# 尼古拉·布瓦洛
尼古拉·布瓦洛-德普雷奥（法語：Nicolas Boileau-Despréaux，法語發音：[nikɔla bwalo depʁeo]；1636年11月1日—1711年3月13日），法国著名诗人、作家、文艺批评家。其代表作，文艺理论专著《诗艺》（L'Art poétique），被誉为古典主义的法典，进而引发古今之争。1684年成为法兰西学术院院士。

## 主要作品
- 《讽刺诗》（Les Satires，1666年～1668年）
- 《诗艺》（L'Art poétique，1674年）